# 珀拉斯凱 (密西西比州)
珀拉斯凱（英語：Pulaski）是位於美國密西西比州斯科特縣的非建制地區。

## 地理
珀拉斯凱所處的海拔為高於海平面127米（即417英呎），而該地所採用的時區為UTC-6，即北美中部時區（CST）。同時該地設有夏令時間，為UTC-6調快一小時，即UTC-5（CDT）。